# Ноази льо Сек
Ноазѝ льо Сек (на френски: Noisy-le-Sec) е град в северна Франция, част от департамента Сен Сен Дени в регион Ил дьо Франс. Населението му е около 44 000 души (2017).
Разположен е на 57 метра надморска височина в Парижкия басейн, на 9 километра югоизточно от Сен Дени и на 9 километра североизточно от центъра на Париж. Селището се споменава за пръв път през 832 година, а през втората половина на XIX век се превръща във важен железопътен център и промишлено предградие на Париж, като е тежко бомбардирано от Съюзниците през Втората световна война.

## Известни личности
Починали в Ноази льо Сек
- Александър Ходзко (1804 – 1891), полски ориенталист и дипломат